# Saint-Martin-de-Fraigneau
Saint-Martin-de-Fraigneau ist eine französische Gemeinde im Département Vendée in der Region Pays de la Loire. Sie gehört zum Arrondissement Fontenay-le-Comte und zum Kanton Fontenay-le-Comte (bis 2015: Kanton Saint-Hilaire-des-Loges). Sie hat 802 Einwohner (Stand: 1. Januar 2022), die Tessonais genannt werden.

## Geografie
Saint-Martin-de-Fraigneau liegt etwa vier Kilometer ostsüdöstlich von Fontenay-le-Comte.
Umgeben wird Saint-Martin-de-Fraigneau von den Nachbargemeinden Fontenay-le-Comte im Norden und Nordwesten, Xanton-Chassenon im Osten und Nordosten, Saint-Pierre-le-Vieux im Süden sowie Doix lès Fontaines im Westen.
Durch den südlichen Teil der Gemeinde führt die Autoroute A83.

## Bevölkerungsentwicklung
| Jahr                      | 1962 | 1968 | 1975 | 1982 | 1990 | 1999 | 2006 | 2013 |
| Einwohner                 | 493  | 463  | 489  | 528  | 697  | 787  | 827  | 803  |
| Quelle: Cassini und INSEE |      |      |      |      |      |      |      |      |

## Sehenswürdigkeiten
- Kirche aus dem 19. Jahrhundert
- Schloss Puy-Sec aus dem 17. Jahrhundert

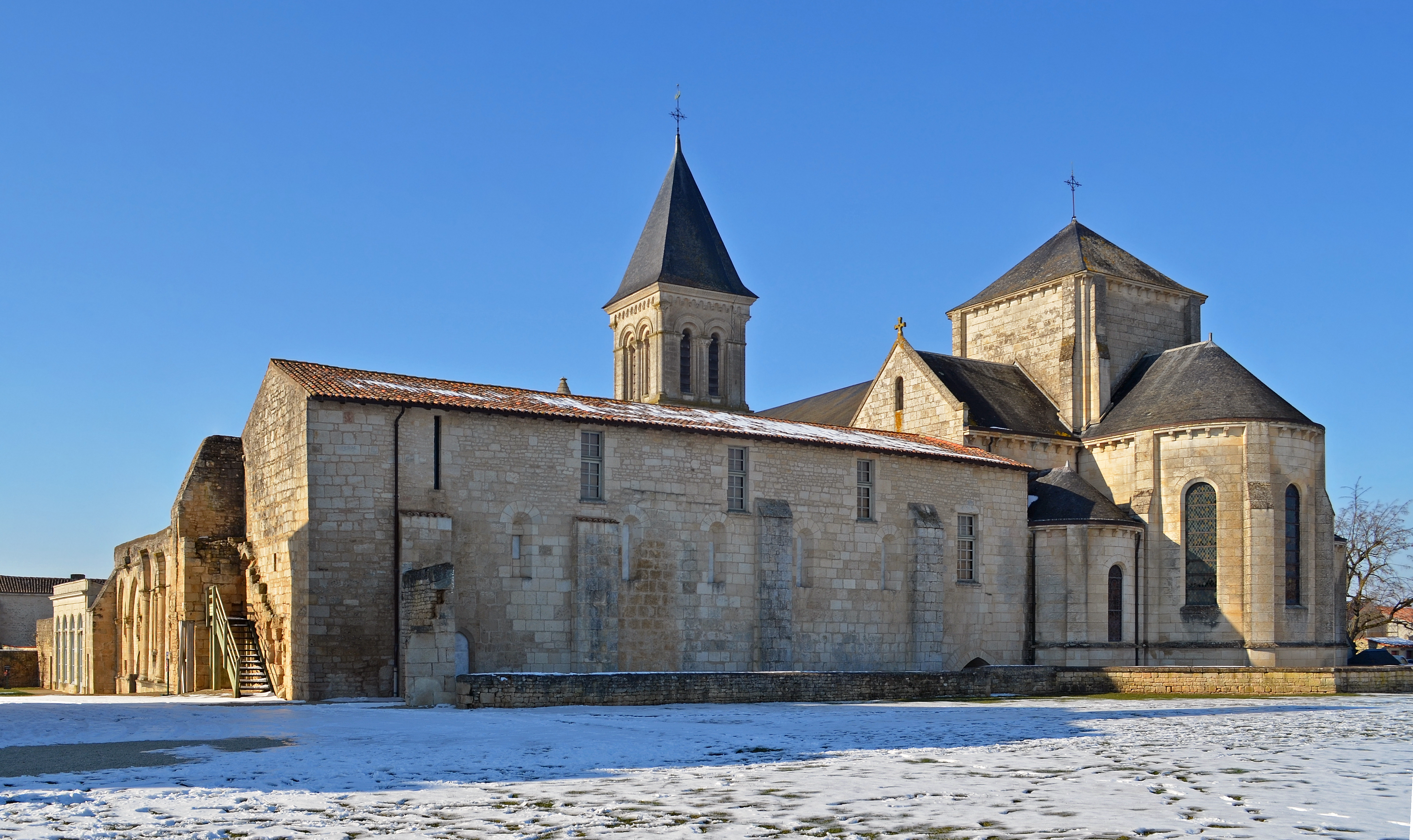
Kloster Saint-Vincent
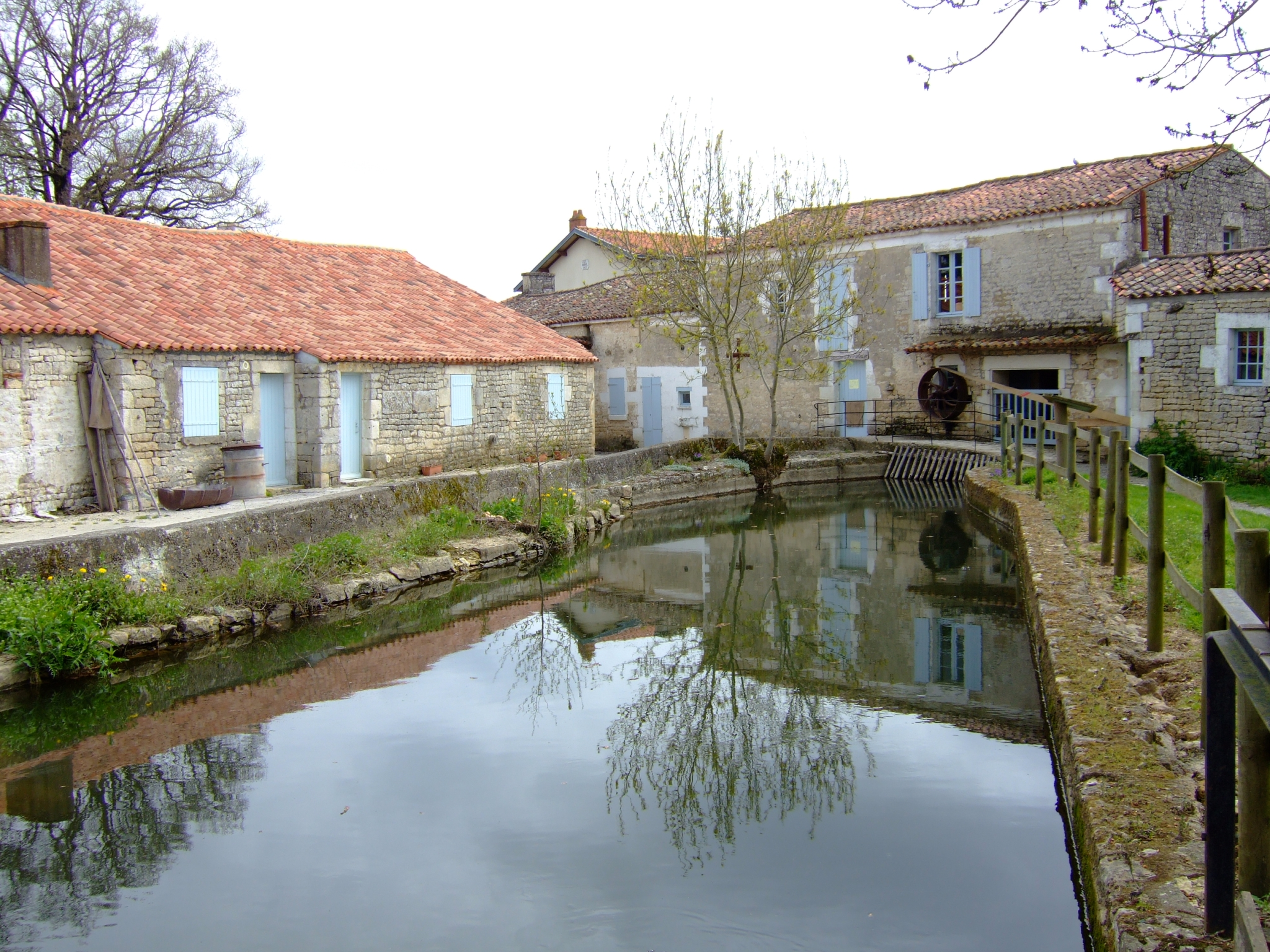
Wassermühle